# Gustav Hanausek
Gustav Hanausek (* 4. September 1855 in Groß-Rauschenbach/Nagy-Röcze, Komitat Gemer und Kleinhont, Königreich Ungarn; † 11. September 1927 in Karlsbad, Tschechoslowakei) war ein österreichischer Rechtswissenschaftler.

## Leben
Gustav Hanausek besuchte das Schottengymnasium in Wien und studierte Rechtswissenschaften an den Universitäten Heidelberg, Wien, Berlin und Göttingen. Promotion an der Universität Wien 1877. Im Frühjahr 1879 habilitierte sich Hanausek an der juristischen Fakultät der Universität Wien mit der Untersuchung „Die Lehre vom uneigentlichen Nießbrauch“ für Römisches Recht. 1883 wurde er unbesoldeter, 1885 besoldeter außerordentlicher Professor für Römisches Recht an der Universität Wien, 1892 ordentlicher Professor des Römischen Rechts an der Deutschen Universität in Prag, 1893 ordentlicher Professor an der Universität Graz. Dort lehrte er dreiunddreißig Jahre Römisches Recht, seit dem Wintersemester 1911/12 auch Handels- und Wechselrecht.
Hanausek war Dekan der Grazer juristischen Fakultät in den Studienjahren 1898/99 und 1921/22, Rektor der Universität Graz 1907/08. Freunde und Schüler brachten ihm 1925 zum 70. Geburtstag eine Festschrift dar: „Abhandlungen zur Antiken Rechtsgeschichte“.
Hanausek war Pandektist und Dogmatiker des Privatrechts. In mehreren Schriften befasste er sich mit hochschulpädagogischen Problemen, insbesondere mit der juristischen Studien- und Prüfungsordnung. Sein Seminar hat nachhaltigen Einfluss und Berühmtheit erlangt. Zu seinen Schülern zählen die Romanisten Leopold Wenger, Paul Koschaker, Mariano San Nicolò, Artur Steinwenter und Julius G. Lautner, ferner die Germanisten Karl Rauch und Max Rintelen sowie der Zivilrechtler Ernst Swoboda.

## Schriften
- Die Lehre vom uneigentlichen Nießbrauch nach römischem Recht. Erlangen 1879.
- Die Haftung des Verkäufers für die Beschaffenheit der Waare nach römischem und gemeinem Recht mit besonderer Berücksichtigung des Handelsrechts. 2 Abtheilungen. Berlin 1883–1887.
- Veräußerung von Grundstücken. Eine Studie aus dem österreichischen Privatrecht. Wien 1914.
- Das gesetzliche Erbrecht des Ehegatten nach den Novellen zum allgemeinen bürgerlichen Gesetzbuche. Wien 1917.
- Die Neuordnung der juristischen Studien und Staatsprüfungen in Österreich. Wien 1915.
- Frauen als Zeugen, Grundstückrecht, Testamentsformen. Studien zur Privatrechtspolitik. Graz 1918.